# Ruh (Thurnau)
Ruh (oberfränkisch ebenfalls Ruh) ist ein Gemeindeteil des Marktes Thurnau im Landkreis Kulmbach (Oberfranken, Bayern). Ruh liegt in der Gemarkung Berndorf.

## Geographie
Die Einöde ist von Acker- und Grünland umgeben und liegt am Fuße der bewaldeten Anhöhe Zaunberg (556 m ü. NHN, 0,9 km südlich). Es entspringt dort der Rubach, ein rechter Zufluss des Aubaches. Ein Anliegerweg führt nach Berndorf (0,8 km nordwestlich).

## Geschichte
Das Anwesen wurde 1784 erstmals urkundlich erwähnt. Der Ortsname leitet sich von einem Flurnamen ab, der so viel wie Rastplatz bedeutet, wobei ungeklärt bleibt, warum die Flur diesen Namen erhielt. Das Hochgericht sowie die Grundherrschaft über den Ganzhof hatte das Giech’sche Amt Thurnau.
Von 1797 bis 1810 unterstand der Ort dem Patrimonialgericht Thurnau. Mit dem Gemeindeedikt wurde Ruh 1811 dem Steuerdistrikt Limmersdorf und 1818 der Ruralgemeinde Berndorf zugewiesen. Am 1. Januar 1972 wurde Ruh im Zuge der Gebietsreform in Bayern in den Markt Thurnau eingegliedert.

### Einwohnerentwicklung
| Jahr      | 001818 | 001861 | 001871 | 001885 | 001900 | 001925 | 001950 | 001961 | 001970 | 001987 |
| Einwohner |        | 5      | 8      | 9      | 7      | 4      | 9      | 5      | 6      | 0      |
| Häuser    | 1      |        |        | 1      | 1      | 1      | 1      | 1      |        | 1      |
| Quelle    | [ 8 ]  | [ 11 ] | [ 12 ] | [ 13 ] | [ 14 ] | [ 15 ] | [ 16 ] | [ 17 ] | [ 18 ] | [ 1 ]  |

## Religion
Der Ort ist evangelisch-lutherisch geprägt und nach Friedenskirche (Berndorf) gepfarrt.